# 坎塔莱霍
坎塔莱霍，是西班牙卡斯蒂利亚-莱昂塞戈维亚省的一个市镇。 总面积79平方公里，总人口3462人（2001年），人口密度44人/平方公里。